# Kionophyton
Kionophyton är ett släkte av orkidéer. Kionophyton ingår i familjen orkidéer.
Kladogram enligt Catalogue of Life:
| Kionophyton | \| \| Kionophyton pollardianum \| \| \| \| \| \| Kionophyton pyramidalis \| \| \| \| \| \| Kionophyton riodelayensis \| \| \| \| \| \| Kionophyton sawyeri \| \| \| \| \| \| Kionophyton seminuda \| \| \| \| |
|             | \| \| Kionophyton pollardianum \| \| \| \| \| \| Kionophyton pyramidalis \| \| \| \| \| \| Kionophyton riodelayensis \| \| \| \| \| \| Kionophyton sawyeri \| \| \| \| \| \| Kionophyton seminuda \| \| \| \| |
|             | Kionophyton pollardianum |
|             | |
|             | Kionophyton pyramidalis |
|             | |
|             | Kionophyton riodelayensis |
|             | |
|             | Kionophyton sawyeri |
|             | |
|             | Kionophyton seminuda |
|             | |